# Monica Kjellberg
Kerstin Anna Monica Kjellberg, född 7 mars 1969 i Sankt Peders församling i dåvarande Älvsborgs län, är en svensk skådespelare och manusförfattare.
Kjellberg har skrivit pjäsen Vem vill bli gammal? som handlar om attityden till åldrandet. Den spelas runt om i landet främst för vårdpersonal men har också spelats för politiker. Kjellberg har även medverkat i en hel del reklamfilmer och en del kortfilmer. I TV-serien Solsidan spelade hon förskoleföreståndare.
Från 1980-talet är hon verksam inom vård och omsorg.

## Privatliv
Monica Kjellberg har två döttrar (2012).